# Gunung Luh
Gunung Luh är ett berg i Indonesien.   Det ligger i provinsen Aceh, i den västra delen av landet, 1 600 km nordväst om huvudstaden Jakarta. Toppen på Gunung Luh är 1 615 meter över havet.
Terrängen runt Gunung Luh är bergig söderut, men norrut är den kuperad. Runt Gunung Luh är det ganska glesbefolkat, med 39 invånare per kvadratkilometer. I omgivningarna runt Gunung Luh växer i huvudsak städsegrön lövskog.